# Restauro (vescovo)
Restauro (seconda metà del XIII secolo – 1328) è stato un vescovo cattolico italiano.

## Biografia
Membro dell'Ordine dei frati minori, fu guardiano del monastero di San Francesco di Massa Marittima. Il 18 aprile 1306, papa Clemente V lo confermò vescovo di Grosseto, in seguito all'elezione effettuata dal capitolo dei canonici di Grosseto.
Nominato collettore papale, riabilitò l'abate Cristoforo della Badia Ardenghesca, assolvendolo dalle censure cui era incorso in seguito al mancato pagamento delle decime; inoltre, affittò alla comunità di Istia d'Ombrone per 2 500 fiorini i beni che la mensa vescovile possedeva in quella corte.
Come vescovo si distinse soprattutto per l'avere riorganizzato e riscritto gli statuti regolamentari della propria diocesi. I nuovi statuti ordinati dal vescovo Restauro furono redatti dal notaio Giovanni Salvi di Montepescali in data 27 e 28 novembre 1320, e sono conservati presso l'archivio del convento di Sant'Agostino di Siena.
Morì nel 1328, in data imprecisata.